# دوروثي الكسندر
دوروثي الكسندر (بالإنجليزية: Dorothy Alexander)‏ هي مصممة رقص أمريكية، ولدت في 22 أبريل 1904 في أتلانتا في الولايات المتحدة، وتوفيت في 17 نوفمبر 1986.

## وصلات خارجية
- دوروثي الكسندر على موقع الموسوعة البريطانية (الإنجليزية)